# Massimo Augusto Calderón de la Hoya
Massimo Augusto Calderón de la Hoya è un personaggio immaginario della telenovela argentina Flor - Speciale come te.

## Biografia

### Prima stagione
Massimo è il Conte e futuro regnante di Kricoragán, un paese ex-colonia spagnola dell'Europa dell'est. Quando arriva a Buenos Aires, per questioni di affari con Federico Fritzenwalden, il suo atteggiamento da seduttore lo porta conoscere Paloma e Lorenzo, marito di Delfina Santillán Torres Oviedo che si finge un generale russo paralitico. Impietosito della sua condizione lo assume come suo assistente e uomo di fiducia. Il Conte si intrattiene con molte donne durante il suo soggiorno in Argentina, una di queste è Laura, una donna sposata. Il marito di Laura scopre della relazione tra il Conte e sua moglie e, per questa ragione, tenta di vendicarsi investendo Massimo con la sua auto. Federico, giunto sul posto per smascherare Lorenzo, lo salva facendosi investire al suo posto. Massimo si sente in dovere di vendicarlo e fa catturare l'assassino, facendolo finire all'ergastolo. Contemporaneamente, però, Federico chiede a Dio in persona il permesso di tornare sulla Terra per risolvere i suoi problemi lasciati in sospeso. Il Conte, cosciente della presenza di Federico nel suo corpo, all'inizio tenta di respingerlo, ma poi si offre nell'aiutarlo in segno di riconoscenza per avergli salvato la vita. Nelle due ore rimastegli, Federico affida a Massimo il compito di tutore dei suoi fratelli e fa in modo che si innamori di Florencia Fazzarino. Prima di tornare per sempre in paradiso, Federico lascerà una videocassetta a Flor, spiegandogli tutto ciò che è accaduto, svelandogli che una parte del suo spirito, un soffio divino secondo Dio, rimarrà in Massimo, e che tramite lui sarà sempre al suo fianco, una volta che Federico esce dal suo corpo, Massimo non ricorda più nulla di quanto accaduto. Flor e Massimo si incontrano nella schiuma, in uno scenario che ricorda il primo incontro tra lei e Federico, arrivato lì nell'esatto momento in cui Federico lascia definitivamente il corpo di Massimo.

### Seconda stagione
Massimo scopre di essere diventato il tutore dei ragazzi Fritzenwalden. Non ricordandosi di come abbia fatto a diventare tutore, è, all'inizio riluttante all'idea di accettare l'incarico e di trasferirsi in casa Fritzenwalden per badare ai fratelli di Federico. Chiede la rinuncia della tutela, ma la strappa e alla fine accetta l'incarico, sia a causa delle insistenze iniziali di Flor, ma anche per amore dei Fritzenwalden, che incomincerà a poco a poco ad amare. Accettando la tutela, Massimo viene chiamato a occuparsi dell'azienda pubblicitaria precedentemente gestita da Federico.
Come successo in passato anche a Federico, Massimo viene ingannato da Delfina.  Delfina, Lorenzo, Malala e Bonilla fanno credere a tutti che sua madre Anna è molto malata e ha bisogno di un trapianto di midollo osseo, e che Delfina è l'unica compatibile per il trapianto. Massimo promette che se l'operazione andrà bene esaudirà qualsiasi desiderio di Delfina. Anna cerca di farli mettere insieme, tuttavia, Massimo inizialmente non vuole perché si sta innamorando di Flor, ma dovranno superare degli ostacoli per vivere la loro storia d'amore, a partire dal rifiuto di lei di accettare un nuovo uomo nel suo cuore dopo aver perso Federico, l'amore della sua vita.
Massimo confessa i suoi sentimenti a Flor, lei ammette di provare lo stesso, ma quando bacia Massimo sente di baciare Federico. Massimo lascia Delfina per stare con Flor,  nonostante Delfina gli faccia credere di avere una ricaduta per il trapianto. Per vendicarsi, Delfina fa credere a Flor che Massimo è il complice che Federico stava cercando prima di morire e viene cacciato di casa. Flor vede la videocassetta di Massimo e Federico, scopre che Massimo è innocente, e che una parte dello spirito di Federico è entrato in lui, quindi capisce perché in lui vedeva Federico e smette di sentirsi in colpa per i sentimenti che prova per Massimo. Flor, dopo varie disavventure riesce a ricongiungersi con Massimo, che nel frattempo stava partendo per tornare nel Krikoragán. Ma Delfina, che non vuole stiano insieme, dopo aver scoperto che nel Krikoragán chi non mantiene la parola data scatena una disgrazia, decide di utilizzare questa informazione per sposare Massimo e inventa delle disgrazie, finisce per chiederle di sposarlo. Flor scopre che Delfina non ha mai donato il midollo osseo e dopo vari tentativi di Delfina per non farla parlare, lo racconta a Massimo, che dichiara guerra a Delfina. Massimo lascia Delfina ma non può cacciarla di casa perché il giudice la crede una vittima, ma grazie a Flor viene a conoscenza della sua vera identità e di tutto quello che ha fatto, e quindi le toglie la tutela, la caccia di casa e la fa arrestare, ma esce subito dopo per la cauzione pagata da Malala e Lorenzo. Delfina si finge sua cugina Rosita Violeta Torres (che mandano a Cuba per curarsi la gamba malata), arrivata dalla campagna, che è uguale a lei fisicamente, e ne assume l'identità per rimanere nella casa e farà di tutto per far lasciare Flor e Massimo. Con l'arrivo della vera Rosita, Delfina viene scoperta. Flor e Massimo citano in giudizio Malala, Bonilla e Delfina, Malala e Bonilla per essere stati complici materiali vengono condannati a sette anni e Delfina a dieci anni per tentato omicidio verso Flor.
Flor scopre di essere incinta di Massimo, e di aspettare due gemelli, ma al momento del parto si scopre che saranno tre. I gemelli si chiamano Federico Augusto, come il primo ed eterno amore di Flor e il secondo nome di Massimo, Margarita Anna, come la madre di Flor e quella di Massimo, e Andrés Florencio, come il secondo nome del defunto padre di Massimo, e il nome di Flor al maschile. Delfina ormai in carcere, evade e rapisce sua nipote Margarita per chiedere un riscatto. Dopo averla rapita, si sente strana ed inizia ad affezionarsi alla bimba tanto da farle capire il significato dell'amore, e la riporta ai genitori. Delfina confessa di essere sposata con Lorenzo e che quindi i suoi matrimoni con Massimo e Federico non hanno alcun valore legale, quindi Flor e Massimo possono sposarsi, che all'inizio non potevano perché Delfina non voleva firmare per il divorzio, con lo scopo di rovinargli la vita. Massimo rinuncia all'incarico di Conte, che ha dovuto abbandonare per potersi sposare. Adottano anche i fratelli Fritzenwalden, e poi si sposano.

## Caratteristiche del personaggio
Massimo è un personaggio molto diverso da Federico Fritzenwalden, protagonista della prima stagione. Se quest'ultimo è una persona rigida, ferma, depressa e fredda, Massimo rispecchia il classico Don Giovanni, che passa la vita a sedurre le donne e che vive una vita di divertimenti, di bagordi mostrando a più riprese una mancanza di responsabilità.
Dopo essere scampato alla morte, con il sacrificio di Federico, Massimo subisce un'evoluzione, diventando responsabile, sincero, oltre che un elemento indispensabile nelle dinamiche familiari. L'incallito Don Giovanni si trasforma in un perfetto pater familias capace di farsi carico delle responsabilità di un'intera famiglia: a poco a poco dapprima i piccoli di casa, poi i due gemelli accettano il loro nuovo tutore finendo per amarlo come un fratello maggiore. Fin dall'inizio, Massimo dimostra il suo amore per Flor, sente che gli sta accadendo qualcosa di strano a causa dell'amore che prova, come se la conoscesse da un'altra vita, anche se il rapporto tra i due faticherà a decollare a causa di alcune incomprensioni iniziali.
Dopo che lo spirito di Federico è entrato nel suo corpo, ottiene le caratteristiche di quest'ultimo. Questo gli provoca una sorta di doppia personalità; da una parte il solito Don Giovanni, mentre dall'altra parte una personalità simile a quella di Federico: Infatti, diviene un ottimo spadaccino (come lo era Federico), dimostra di sapere guidare un elicottero, senza aver mai imparato e ricorda di essere stato nell'isola in cui Flor era stata con Federico.
Massimo mostra a più riprese un attaccamento sviscerale nei confronti della madre,  Anna, ex vedette-cantante lirica, ora accanita giocatrice d'azzardo e inguaribile cleptomane. Il miglior amico di Massimo è Evaristo, il suo maggiordomo, ed è l'unica persona con la quale possa parlare liberamente. Il suo hobby è cavalcare.
Come rivelato da Flor, ama Massimo perché è lui e non perché c'è lo spirito, il soffio divino di Federico. Flor non gli mostrerà mai la videocassetta per paura che Massimo pensi che Flor lo ami solo perché c'è una parte di Federico in lui.

## Curiosità
- Massimo deteneva il titolo di Conte di Kricoragán (carica nobiliare ricevuta per ereditarietà) ed era anche il futuro re del suo paese. Sebbene lo zio abdicherà a suo favore, Massimo rinuncerà alla possibilità di salire al trono per amore di Flor e per non allontanare i ragazzi Fritzenwalden dal loro luogo di appartenenza. In seguito per ottenere in tempi celeri l'annullamento del precedente matrimonio Massimo rinuncerà anche al titolo di Conte perdendo i privilegi e le rendite, di cui usufruiva, che gli erano garantite dallo Stato.
- Anche il padre di Massimo, Andrés, non poté diventare Re di Kricoragán poiché sua moglie Anna era una cantante lirica di successo e non si volle mai stabilire in maniera definitiva nel Kricoragán; ciò comportò il loro divorzio e la salita al trono di suo fratello Jovanes.
- Alla morte di Jovanes, il regno sarà conteso tra Massimo e suo cugino Segundo Felix Calderón de la Hoya, anche lui innamorato di Flor.